# Octodontidae

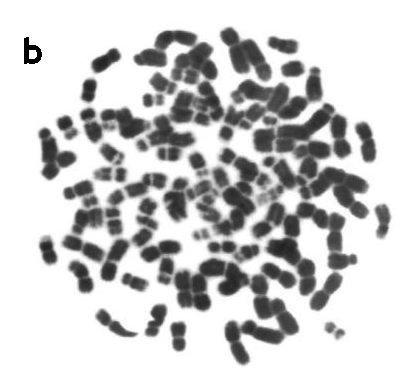
Cariotipo di Tympanoctomys barrerae

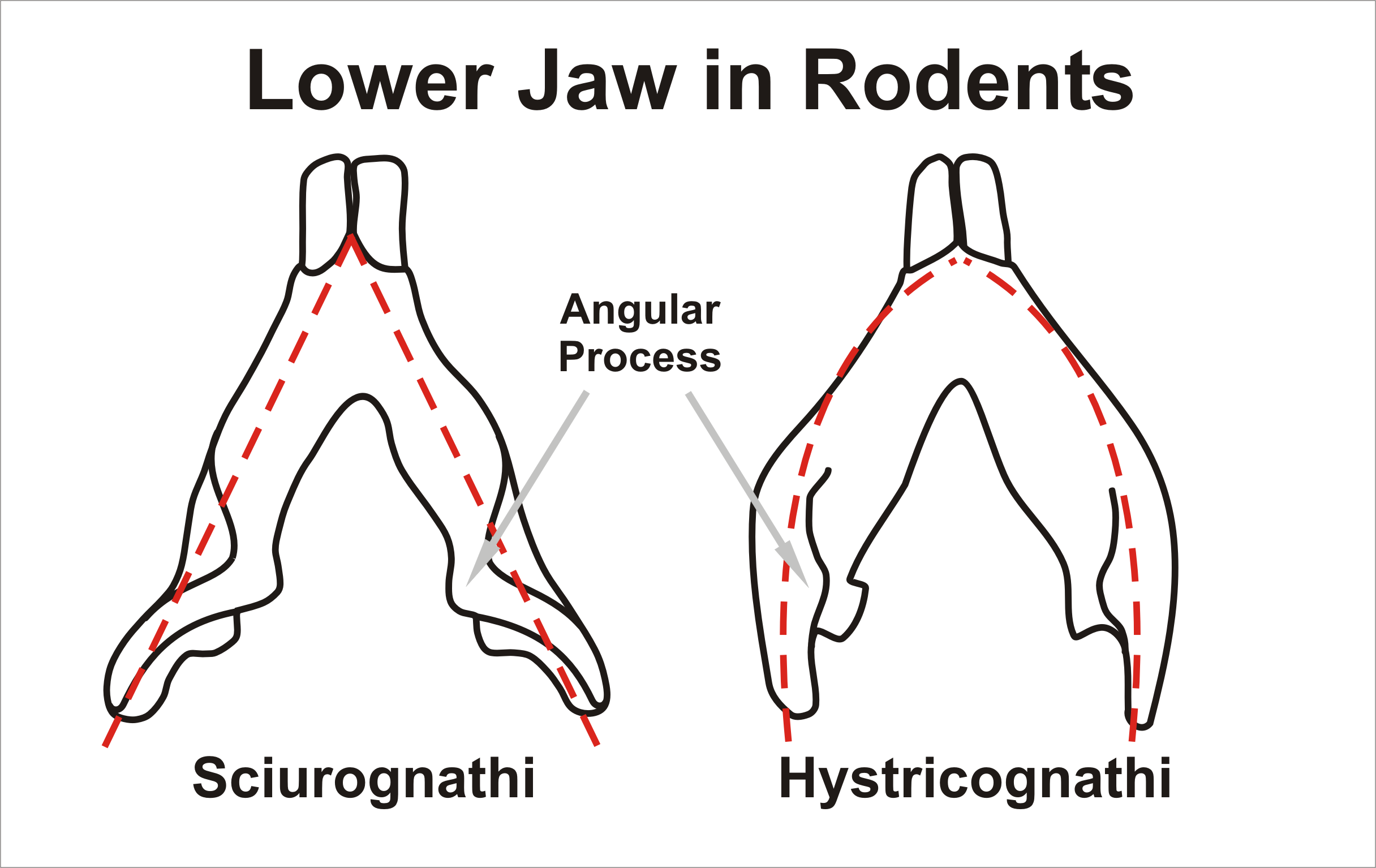
Fig.1

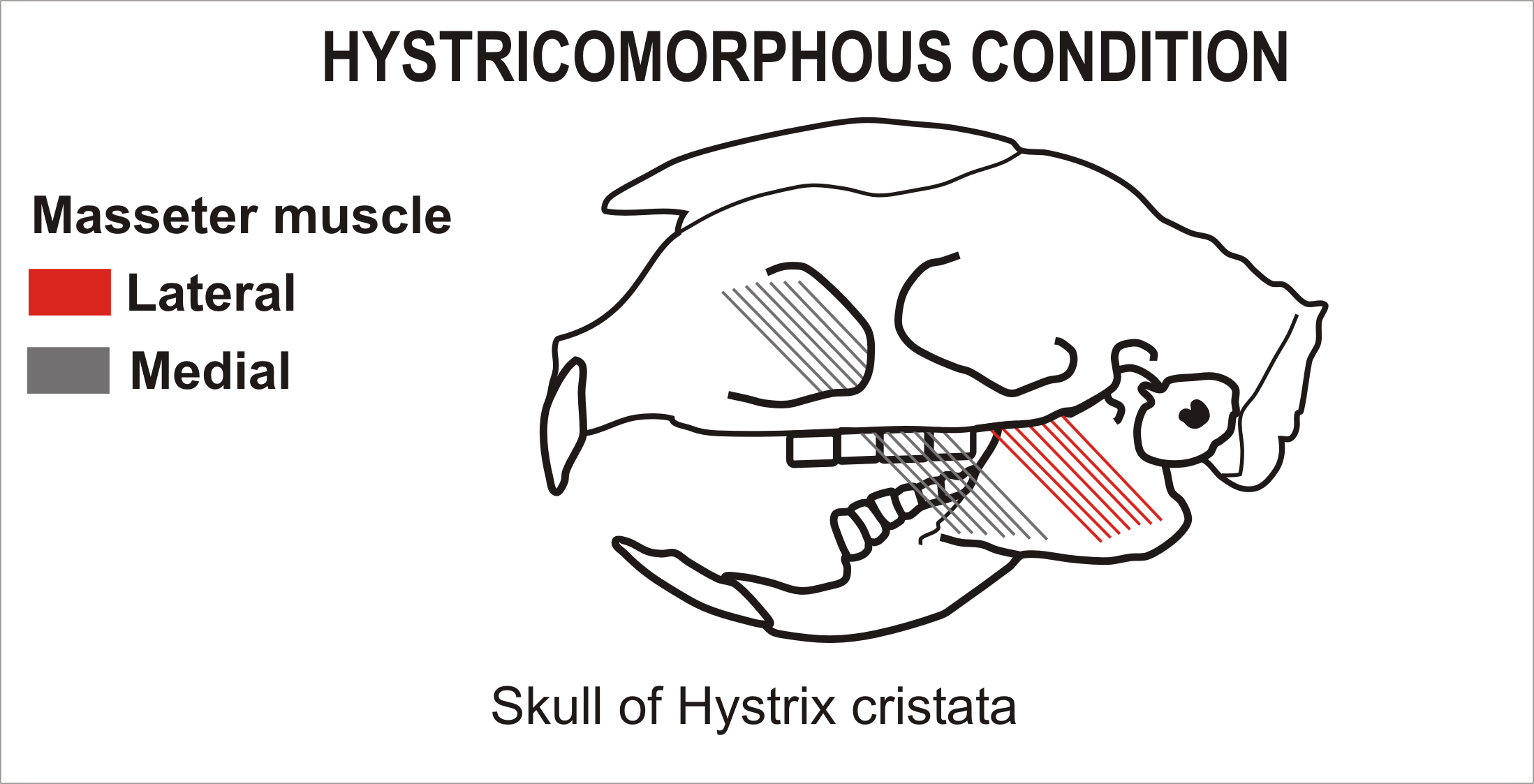
Fig.2

Gli Octodontidi (Octodontidae Waterhouse, 1840) sono una famiglia di roditori originaria del Sudamerica alla quale appartengono i degu, i ratti viscaccia ed il cururo.

## Descrizione

### Dimensioni
La famiglia comprende roditori di medie e grandi dimensioni con la lunghezza della testa e del corpo tra 150 e 400 mm e un peso fino a 300 g.

### Caratteristiche ossee e dentarie
Il cranio assume diverse conformazioni in accordo alle differenti tipologie di masticazione e ai tipi di habitat, terrestri o sotterranei. Il volume endocranico è relativamente più grande rispetto agli altri caviomorfi eccetto che nelle forme fossorie. La bolla timpanica in alcuni generi è molto grande. La mandibola è di tipo istricognato (Fig.1), con caratteristiche molto marcate come alcune creste ben sviluppate. La disposizione dei muscoli del massetere è di tipo istricomorfo (Fig.2), con un foro infra-orbitale grande dove passano le fasce muscolari, le placche zigomatiche sono grandi ed inclinate. Sono presenti quattro denti masticatori, un premolare e tre molari, su ogni semi-arcata, caratterizzati da una disposizione delle cuspidi e delle creste di smalto a forma di 8, dalla quale deriva il nome della famiglia. Gli incisivi sono lunghi e con le radici molto profonde, particolarmente nei cururo. La tibia e la fibula sono per gran parte della loro lunghezza separate, mentre i due ossicini dell'orecchio, l'incudine e il martello sono fusi tra loro eccetto che nei generi Spalacopus, Aconaemys e nel degu.

### Aspetto
La pelliccia è solitamente lunga, densa e soffice. I piedi sono corti, con cinque dita munite di artigli ricurvi ed affilati, sebbene l'alluce sia notevolmente ridotto e fornito di un'unghia appiattita. Nelle forme terricole i piedi possiedono delle setole disposte a pettine che si estendono ben oltre le tre dita centrali. La coda può essere lunga più della metà del corpo e può terminare con un ciuffo di lunghi peli. La famiglia esibisce un'estesa diversità nel patrimonio cromosomico, con il numero diploide che varia da 2n=38 nel genere Octodontomys fino a 2n=102 in Tympanoctomys, il più alto registrato tra tutti i mammiferi viventi, con le due specie T.barrerae e T.aureus unici placentati conosciuti con una condizione poliploide, sebbene quest'ultima affermazione sia stata messa più volte in discussione.

## Diffusione ed habitat
Sono animali terricoli e fossori diffusi nella parte più meridionale del Continente americano.

## Tassonomia
Gli Octodontidi comprendono 13 specie, suddivise in sei generi:
- Forme fossorie. La coda è più corta della metà della lunghezza del corpo.
  - Aconaemys
  - Spalacopus
- Forme terrestri. La coda è lunga poco meno la testa ed il corpo.
  - Octodon
  - Octodontomys
  - Octomys
  - Tympanoctomys